# António Topa
António André da Silva Topa (2 de setembro de 1954 - 31 de outubro de 2021) foi um político português.

## Biografia
Ele foi deputado à Assembleia da República nas XIII e XIV legislaturas, eleito pelo distrito de Aveiro, pelo Partido Social Democrata. Era licenciado em Engenharia Civil.